# 27 Dywizjon Artylerii Ciężkiej (II RP)
27 dywizjon artylerii ciężkiej (27 dac) – pododdział artylerii ciężkiej Wojska Polskiego.
Dywizjon nie występował w pokojowej organizacji wojska.

## 27 dac w kampanii wrześniowej

### Mobilizacja
Został sformowany w dniach 14 do 17 sierpnia 1939, w grupie czerwonej w czasie od A+44 do A+60 w Chełmie, przez 2 pułk artylerii ciężkiej z przeznaczeniem dla 27 Dywizji Piechoty. 27 dac został terminowo zmobilizowany, jednak z bardzo słabymi końmi i wozami do dywizjonowej kolumny amunicyjnej. W jego skład weszły dwie trzydziaławe baterie: armat 105 mm i haubic 155 mm. 17 sierpnia załadowany do transportów kolejowych i odwieziony na Kujawy w ślad za dywizją do Korpusu Interwencyjnego. 18 sierpnia 1939 dywizjon rozpoczął przegrupowanie transportem kolejowym w rejon Bydgoszcz – Inowrocław. Wyładowany został 20 sierpnia na stacji Brzoza i zakwaterowany w tej miejscowości. 21 sierpnia był inspekcjonowany przez dowódcę dywizji gen. bryg. Juliusza Drapellę i dowódcę AD płk. dypl. Andrzeja Uthke. Tam pozostawał do 25 sierpnia. 25 sierpnia wieczorem na stacji kolejowej Brzoza 27 dac został załadowany do transportów kolejowych i przewieziony został na Pomorze na płd.-zach. od Starogardu, 27 sierpnia zajął stanowiska ogniowe koło miejscowości Wda na południe od Lubiechowa.  

### Działania bojowe

#### Walki na Pomorzu
1 września, godzinach przedpołudniowych, 27 DP rozpoczęła marsz w rejon Chełmno-Chełmża, gdzie miała przejść do odwodu Armii Pomorze. 27 dac maszerował przez Bory Tucholskie w kolumnie środkowej wraz z 23 pułkiem piechoty trasą Osowo, Ocypel, Kasparus, Osie. Po dziennym i nocnym marszu 1/2 września, o świcie 2 września 27 dac wraz z 23 pp i dywizjonem I/27 pułku artylerii lekkiej znalazł się w rejonie wsi Trzebciny, tam był ostrzeliwany z lasu przez grupę dywersyjną. Podczas marszu dowódca dywizjonu otrzymywał sprzeczne ze sobą rozkazy. Następnie podjęto marsz po trasie Błądzim, Tuszyny, Łowin, Pruszcz. Po dojściu do Szewna 27 dac zajął stanowiska ogniowe. Niemieckie oddziały 3 Dywizji Pancernej przedarły się przez obronę czołowego 24 pułku piechoty i dotarły do stanowisk artylerii. Baterie I/27 pal i 27 dac ogniem na wprost zniszczyły kilka czołgów niemieckich. Pozostawiony przez piechotę na stanowiskach 27 dac podjął nocny marsz 2/3 września samodzielnie marsz polnymi drogami przez Przysiersk, Poledno, Parlin, Małociechowo. Rano 3 września 27 dac dotarł do stanowisk obronnych 23 pp w rejonie Wałdowa.  

#### Walki odwrotowe na Kujawach
Wraz z nim pomaszerował w rejon Bydgoszczy, a następnie w kierunku Torunia. 6 września 27 dac zajął stanowiska na terenie poligonu toruńskiego.  Podczas marszów dywizjon odniósł straty w zaprzęgach i zagubiła się kolumna amunicyjna dywizjonu. 6 i 7 września 27 dac stanowił artylerię ogólnego działania 27 DP, która broniła rubieży Podgórz-Wygoda oraz dozorowała brzeg Wisły od Torunia do Otłoczyna. Nocą 7/8 września dywizjon trasą Brzoza, Aleksandrów Kujawski przeszedł w rejon Zalesie, Raciążek tam 27 dac i 48 dywizjon artylerii lekkiej stanowiły grupę artylerii ogólnego działania. 8 września 27 dac zajmując stanowiska ogniowe w rejonie Wólki od godzin południowych wspierał efektywnie obronę 22 pułku piechoty i 23 pp na linii rzeki Tęczynki, atakowane przez oddziały niemieckiej 50 DP. Nocą 8/9 września kontynuowano odwrót, 27 dac zajął obronę przy szosie Włocławek-Wieniec w rejonie wzg. 62. Po południu 9 września 27 dac stoczył z artylerią niemieckiej 3 DP pojedynek ogniowy, ostrzeliwując jej stanowiska w rejonie Szpetala, zmuszając ją do zmiany stanowisk ogniowych. Wieczorem 9 września dokonano odwrotu na stanowiska przy drodze Włocławek-Kruszyn, w pobliżu dworu Nowa Wieś. Stanowiska ogniowe dywizjon zajął po północy. 27 dac miał wspierać piechotę zajmującą obronę na linii rzeki Zgłowiaczka. Obronę 22 pp ponownie wspierał 27 dywizjon, ponadto stanowiska jego zostały ostrzelane, przez artylerię niemiecką z rejonu Kryńska i  Szpetala Górnego. 27 dac w trakcie pojedynku artyleryjskiego zmusił do zmiany stanowisk niemiecką baterię zmotoryzowaną w rejonie Kryńska, a także po ostrzelaniu zamilkły baterie w rejonie Szpetala Górnego. Stanowiska 27 dac dwukrotnie były atakowane przez lotnictwo niemieckie. Nocą 10/11 września 27 dac przeszedł na nowe stanowiska w rejonie Mielęcinka, tego dnia prawdopodobnie, nie brał udziału w sporadycznej wymianie ognia. 12 września dywizjon sporadycznie ostrzeliwał oddziały niemieckiej 50 DP, z uwagi na brak amunicji. Po południu uzupełniono amunicję z pociągu ewakuowanego z Torunia. Nocą 12/13 września dywizjon dotarł do lasów nadleśnictwa Kowal, gdzie wypoczywał, bez styczności z nieprzyjacielem. Kolejnej nocy odbył marsz do Gostynina, gdzie miał wesprzeć 23 pp w ewentualnej obronie miasta. Zajął stanowiska ogniowe w rejonie wsi Kłótno.  

#### Udział w bitwie nad Bzurą
14 września od godz.14.00 27 dac wspierał natarcie piechoty z 27 DP i 19 pułku piechoty na Radziwie. Nocą 14/15 września jeden z działonów 1 baterii wspierał ponowne natarcie piechoty 27 DP na Radziwie bronione przez niemiecką 3 DP. Natarcie tylko częściowo uzyskało powodzenie. 15 września dywizjon uzyskał ostatnie uzupełnienie amunicji i wieczorem odmaszerował do lasów Uderz nadleśnictw Kampinos, w trakcie marszu zawrócony został na poprzednie stanowiska. Wojska niemieckie zajęły Gąbin. 16 września dywizjon zajął stanowiska ogniowe na skraju lasu na zachód od Topolna. Wspierał walki obronne 24 pp i 19 pp na linii Jeziora Zdworskie, Piaski Troszyńskie. Wieczorem skierowany rozkazem dowódcy 27 DP przez Sanniki w kierunku Brzozowa Starego, podczas schodzenia ze stanowisk dywizjon musiał włączyć się do walki z uwagi na natarcia niemieckie. 17 września, w lasach Iłowskich w czasie bitwy nad Bzurą, dywizjon poniósł dotkliwe straty od nieprzyjacielskiego lotnictwa. Prawdopodobnie utracono w ich wyniku cały sprzęt.  Zdecydowano przebijać się przez Puszczę Kampinoską do Warszawy lub Modlina małymi grupami. Efekt tych działań był znikomy. 

## Obsada dowódcza
- dowódca dywizjonu - mjr Jerzy Henneberg
- adiutant dywizjonu - NN
- oficer zwiadowczy - ppor. Stanisław Orpiszewski
- dowódca 1 baterii - por. Jan Pyszczak
- dowódca 2 baterii - kpt. Edward Bolesław Hubiński